# Luciobarbus comizo
Luciobarbus comizo är en fiskart som först beskrevs av Steindachner, 1864.  Luciobarbus comizo ingår i släktet Luciobarbus och familjen karpfiskar. IUCN kategoriserar arten globalt som sårbar. Inga underarter finns listade i Catalogue of Life.